# Helen George
Helen Elizabeth George (Birmingham, 19 giugno 1984) è un'attrice britannica.

## Biografia
George è nata a Harborne, Birmingham, da un professore di scienze politiche Neil Thomas e un'assistente sociale Margareth Thomas. Ha una sorella, Elizabeth, di professione veterinaria.
Cresciuta a Winchester, Hampshire, frequentò l'Edgbaston High School for Girls tra il 1993 e il 1998 e studiò danza classica da bambina, diventando infine un giovane membro del Birmingham Royal Ballet. Attiva nello sport, disputò gare di salto in lungo.
George decise di lavorare nei musical all'età di quindici anni, quando vide una produzione di Les Misérables. in seguito studiò alla Royal Academy of Music teatro e musical e alla Birmingham School of Acting.
Ottenne il suo primo ruolo due settimane dopo il diploma nell'opera The Woman in White. È stata una corista per Elton John durante un tour, cantando alla Wembley Arena e alla Royal Albert Hall.
Nel 2012 George ha ottenuto la parte dell'infermiera Trixie Franklin nella serie BBC L'amore e la vita - Call the Midwife, basata sulle memorie di Jennifer Worth. Come parte del ruolo è stata addestrata nelle tecniche mediche degli anni '50 e di come partorire i bambini. Inoltre ha avuto un ruolo nel video musicale della cantante Birdy per la cover di 1901.
Nell'agosto 2015 George è stata annunciata come una delle concorrenti della tredicesima edizione di Strictly Come Dancing, in coppia con il ballerino professionista Aljaž Škorjanec.
Nel 2021 è stata nominata per il Grammy Award al miglior album di un musical teatrale nella 64ª edizione per il suo contributo alla registrazione del cast di Cinderella.
Nel gennaio 2024 è nel cast del musical The King and I, interpretando Anna Leonowens, al Dominion Theatre.

## Vita privata
Dal 2011 al 2015 George è stata sposata con l'attore Oliver Boot. Nell'aprile 2016 ha iniziato una relazione col suo collega di Call the Midwife Jack Ashton mentre erano in Sudafrica per girare lo speciale di Natale. La loro figlia, Wren Ivy, è nata nel settembre 2017. Nel giugno 2021, George ha annunciato che era incinta della seconda figlia, Lark, nata nel novembre dello stesso anno. George e Ashton si sono separati nel 2023.

## Filmografia

### Cinema
- 7 Lives, regia di Paul Wilkins (2011)
- I tre moschettieri (The Three Musketeers), regia di Paul W. S. Anderson (2011)
- Nativity Rocks!, regia di Debbie Isitt (2008)
- Scar Tissue, regia di Scott Michell (2013)

### Televisione
- Hollyoaks – serial TV, 1 puntata (2006)
- Hotel Babylon – serie TV, episodio 3x02 (2008)
- Doctors – serial TV, 1 puntata (2011)
- Dark Matters: Twisted But True – serie TV, episodi 2x01-2x03 (2012)
- L'amore e la vita - Call the Midwife (Call the Midwife) – serie TV (2012-in corso)
- Comedy Playhouse – serie TV, episodio 16x01 (2014)
- Red Dwarf – serie TV, episodio 12x05 (2017)
- DI Ray – serie TV, episodio 1x02 (2022)